# La Croix-de-la-Rochette
La Croix-de-la-Rochette là một xã thuộc tỉnh Savoie trong vùng Auvergne-Rhône-Alpes ở đông nam nước Pháp.